# 해저군함
해저군함(海底軍艦: Undersea Battleship)은 일본에서 제작된 혼다 이시로 감독의 1963년 영화이다. 타카시마 타다오 등이 주연으로 출연하였고 타나카 토모유키 등이 제작에 참여하였다.

## 출연

### 주연
- 타카시마 타다오
- 후지야마 요코

### 조연
- 후지키 유
- 우에하라 켄
- 타자키 준
- 사하라 켄지
- 코이즈미 히로시
- 타지마 요시후미
- 히라타 아키히코
- 아마모토 에이세이
- 이토 히사야
- 타카다 미노루
- 후지타 스스무
- 사와무라 이키오
- 키타 아케미
- 키리노 나다오
- 테츠 나카무라
- 오토모 신
- 오마에 와타루
- 우노 코지
- 히로세 쇼이치
- 테즈카 카츠미
- 오카 유타카
- 나카야마 유타카
- 곤도 유키히코
- 오카와 테루조
- 코바야시 테츠코

## 제작진
- 원작자: 코마츠자키 시게루
- 미술: 키타 타케오